# Croix de Cézens
La croix de Cézens est une croix monumentale située en France sur la commune de Cézens, en région Auvergne-Rhône-Alpes.

## Localisation
La croix se trouve sur la place publique du village.

## Historique
Cet ouvrage présente toutes les caractéristiques typiques d'une croix datant du XVe siècle.

### Protection
La croix est inscrite au titre des monuments historiques par arrêté du 8 mai 1930.

## Description
Une des faces de la croix montre une représentation du Christ crucifié.